# Wuhanhua
Le wuhanhua (chinois : 武汉话 ; pinyin : wǔhànhuà, en wuhanhua : wŭ hàn huà) est un dialecte du mandarin, classé dans la famille du Mandarin du Sud-Ouest et parlé à Wuhan, capitale de la province de Hubei, en République populaire de Chine.
Ce langage reste très actif à Wuhan et ses environs et comme de nombreux dialectes chinois, reste transmis au sein de la famille et est d'utilisation courante sur le territoire de la municipalité.[réf. nécessaire]